# O-Zone
O-Zone va ésser un grup de música pop principalment en romanès, format per Dan Bălan, Radu Sârbu i Arsenie Todiraş. Va ésser formada a Chișinău l'any 1999, gravant discs des d'aquest any fins a 2004.
El seu disc més venut va ser DISCO-Zone que va ser considerat un dels discs més venuts amb gairebé 2.500.000 còpies venudes arreu del món. Més d'un 1.000.000 van ser venudes al Japó.
Originaris de Moldàvia, l'agrupació va ser llançada als escenaris d'arreu de Romania, amb una proposta musical d'Eurodance; l'estiu de 2004, van treure a la llum el seu primer senzill Dragostea din tei més conegut per Numa, numa, iei que va ser l'èxit de l'estiu a Europa, situada dins del rànquing europeu en el 1r lloc mentre que en el rànquing britànic el 3r lloc.
Tot i que va ésser un èxit musical a Europa, mai no va poder tenir el mateix èxit en el Rànquing del Billboard estatunidenc, Dan Bălan va escriure també la versió en anglès de la cançó però només aconseguí situar-se en la 72a de la llista.

## Dan Bălan
La cançó Dragostea din tei d'O-Zone va ser escrita i composta per Dan Bălan. Resident de la ciutat de Los Angeles, Califòrnia, Bălan va néixer a Chişinău el 1979. Fins al dia d'avui el seu major èxit ha estat crear la banda O-Zone, ell va ser sempre el representant principal d'aquesta banda i estava a càrrec de la composició i la interpretació de les cançons.